# Årets bil
Årets bil i Europa är en av bilårets stora mediehändelser. 57 motorjournalister från 22 europeiska länder utser den mest nydanande bilen.
Svenska medlemmar i Årets bil-juryn (2024):
Jan-Erik Berggren, Expressen, Carl-Johan Lejland, Dagens industri och Tommy Wahlström, Vi Bilägare.

## Årets bil genom åren
| - 1964 - Rover P6 - 1965 - Austin 1800 - 1966 - Renault 16 - 1967 - Fiat 124 - 1968 - NSU Ro 80 - 1969 - Peugeot 504 - 1970 - Fiat 128 - 1971 - Citroën GS - 1972 - Fiat 127 - 1973 - Audi 80 - 1974 - Mercedes-Benz 450 - 1975 - Citroën CX - 1976 - Simca 1307 - 1977 - Rover 3500 - 1978 - Porsche 928 - 1979 - Talbot Horizon - 1980 - Lancia Delta - 1981 - Ford Escort - 1982 - Renault 9 - 1983 - Audi 100 - 1984 - Fiat Uno | - 1985 - Opel Kadett - 1986 - Ford Scorpio - 1987 - Opel Omega - 1988 - Peugeot 405 - 1989 - Fiat Tipo - 1990 - Citroën XM - 1991 - Renault Clio I - 1992 - Volkswagen Golf - 1993 - Nissan Micra - 1994 - Ford Mondeo - 1995 - Fiat Punto - 1996 - Fiat Bravo/Fiat Brava - 1997 - Renault Mégane Scénic - 1998 - Alfa Romeo 156 - 1999 - Ford Focus - 2000 - Toyota Yaris - 2001 - Alfa Romeo 147 - 2002 - Peugeot 307 - 2003 - Renault Mégane - 2004 - Fiat Panda - 2005 - Toyota Prius | - 2006 - Renault Clio III - 2007 - Ford S-Max - 2008 - Fiat 500 - 2009 - Opel Insignia - 2010 - Volkswagen Polo - 2011 - Nissan Leaf - 2012 - Opel Ampera - 2013 - Volkswagen Golf - 2014 - Peugeot 308 - 2015 - Volkswagen Passat - 2016 - Opel Astra - 2017 - Peugeot 3008 - 2018 - Volvo XC40 - 2019 - Jaguar I-Pace - 2020 - Peugeot 208 - 2021 - Toyota Yaris - 2022 - Kia EV6 - 2023 - Jeep Avenger - 2024 - Renault Scénic - 2025 - Renault 5 E-Tech / Alpine A290 |